# Federico Adolfo di Lippe-Detmold
Federico Adolfo di Lippe-Detmold (Detmold, 2 settembre 1667 – Detmold, 18 luglio 1718) fu Conte di Lippe-Detmold dal 1697 al 1718.

## Biografia
Federico Adolfo era figlio del Conte Simone Enrico di Lippe-Detmold e della Contessa Amalia di Dohna-Vianen. Egli ruppe la tradizione famigliare di seguire una carriera militare e si dedicò alla gestione di una compagnia bancaria nel Lippe. Questo venne ad ogni modo supportato da un notevole rafforzamento dell'esercito della contea. Durante il suo regno le truppe non vennero ad ogni modo impiegate e lo stato poté godere di un momento di pace. Il 16 giugno 1699 infeudò un proprio fido, Frantz Dietrich Bohsen con il villaggio di Ilendorf tra Poembsen e Nieheim.
Federico Adolfo prese al proprio servizio, nell'ottobre del 1698, il pittore barocco Hans Hinrich Rundt. Costui dipinse per il conte molteplici ritratti dei membri della famiglia regnante oltre ad affrescare le pareti ed i soffitti della preziosa residenza che fece costruire.

## Matrimonio e figli
Federico Adolfo sposò Giovanna Elisabetta di Nassau-Dillenburg (1663 - 9 febbraio 1700), dalla quale ebbe i seguenti eredi:
- Simone Enrico Adolfo (1694-1734), sposò Giovanna Guglielmina di Nassau Idstein (1700-1756)
- Carlo Federico (1º gennaio 1695 - 28 maggio 1725)
- Amalia, (Detmold, 11 novembre 1695 - 22 dicembre 1696)
- Carlotta Amalia (7 settembre 1697 - 14 giugno 1699)
- Leopoldo Ermanno (8 agosto 1698 - 31 agosto 1701)
- Federico Agusto (5 novembre 1699 - 11 dicembre 1724)

Alla morte della prima moglie, si risposò con Amalia di Solms-Hohensolms (13 ottobre 1678 - febbraio 1746), dalla quale ebbe:
- Amalia Luisa (5 agosto 1701 - 19 aprile 1751)
- Elisabetta Carlotta (12 luglio 1702 - 27 marzo 1754 ), badessa del monastero di Santa Maria a Lemgo (1713-51)
- Carlo Simone Luigi (1º ottobre 1703 - 28 marzo 1723)
- Francesca Carlotta (11 novembre 1704 - 12 giugno 1738), sposò il conte Federico Belgico Carlo di Bentheim-Steinfurt (1703–1733)
- Massimiliano Enrico (12 giugno 1706 - 17 giugno 1706)
- Carlo Giuseppe (25 agosto 1709 - 27 marzo 1726)
- Federica Adolfina (24 ottobre 1711 - 10 maggio 1766), sposò il 3 aprile 1736 il conte Federico Alessandro di Lippe-Detmold (21 marzo 1700 - 21 luglio 1769)

## Ascendenza
|                                            |                                |                                                          | Genitori                                                    |  |  | Nonni |  |  | Bisnonni                              |  |  | Trisnonni                     |  |
|                                            |                                |                                                          |                                                             |  |  |       |  |  | 8. Simone VII, conte di Lippe-Detmold |  |  | 16. Simone VI, conte di Lippe |  |
|                                            |                                |                                                          |                                                             |  |  |       |  |  | 8. Simone VII, conte di Lippe-Detmold |  |  | 16. Simone VI, conte di Lippe |  |
|                                            |                                | 17. Elisabetta di Holstein-Schaumburg                    |                                                             |  |  |       |  |  | 8. Simone VII, conte di Lippe-Detmold |  |  |                               |  |
| 4. Ermanno Adolfo, conte di Lippe-Detmold  |                                |                                                          |                                                             |  |  |       |  |  | 8. Simone VII, conte di Lippe-Detmold |  |  |                               |  |
|                                            |                                | 9. Anna Caterina di Nassau-Wiesbaden-Idstein             | 18. Giovanni Luigi I, conte Nassau-Wiesbaden-Idstein        |  |  |       |  |  |                                       |  |  |                               |  |
|                                            |                                | 9. Anna Caterina di Nassau-Wiesbaden-Idstein             | 18. Giovanni Luigi I, conte Nassau-Wiesbaden-Idstein        |  |  |       |  |  |                                       |  |  |                               |  |
|                                            |                                | 9. Anna Caterina di Nassau-Wiesbaden-Idstein             | 19. Maria di Nassau-Dillenburg                              |  |  |       |  |  |                                       |  |  |                               |  |
| 2. Simone Enrico, conte di Lippe-Detmold   |                                | 9. Anna Caterina di Nassau-Wiesbaden-Idstein             |                                                             |  |  |       |  |  |                                       |  |  |                               |  |
|                                            |                                | 10. Volfango Enrico, conte di Isenburg-Budingen-Birstein | 20. Volfango Ernesto I, conte di Isenburg-Büdingen-Birstein |  |  |       |  |  |                                       |  |  |                               |  |
|                                            |                                | 10. Volfango Enrico, conte di Isenburg-Budingen-Birstein | 20. Volfango Ernesto I, conte di Isenburg-Büdingen-Birstein |  |  |       |  |  |                                       |  |  |                               |  |
|                                            |                                | 10. Volfango Enrico, conte di Isenburg-Budingen-Birstein | 21. Anna di Gleichen                                        |  |  |       |  |  |                                       |  |  |                               |  |
| 5. Ernestina di Isenburg-Budingen-Birstein |                                | 10. Volfango Enrico, conte di Isenburg-Budingen-Birstein |                                                             |  |  |       |  |  |                                       |  |  |                               |  |
|                                            |                                | 11. Maria Maddalena di Nassau-Wiesbaden-Idstein          | 22. Giovanni Luigi I, conte Nassau-Wiesbaden-Idstein (= 18) |  |  |       |  |  |                                       |  |  |                               |  |
|                                            |                                | 11. Maria Maddalena di Nassau-Wiesbaden-Idstein          | 22. Giovanni Luigi I, conte Nassau-Wiesbaden-Idstein (= 18) |  |  |       |  |  |                                       |  |  |                               |  |
|                                            |                                | 11. Maria Maddalena di Nassau-Wiesbaden-Idstein          | 23. Maria di Nassau-Dillenburg (= 19)                       |  |  |       |  |  |                                       |  |  |                               |  |
| 1. Federico Adolfo, conte di Lippe-Detmold |                                | 11. Maria Maddalena di Nassau-Wiesbaden-Idstein          |                                                             |  |  |       |  |  |                                       |  |  |                               |  |
|                                            | 12. Cristoforo, conte di Dohna | 24. Acacio, conte di Dohna                               |                                                             |  |  |       |  |  |                                       |  |  |                               |  |
|                                            | 12. Cristoforo, conte di Dohna | 24. Acacio, conte di Dohna                               |                                                             |  |  |       |  |  |                                       |  |  |                               |  |
|                                            | 12. Cristoforo, conte di Dohna | 25. Barbara di Wernsdorff                                |                                                             |  |  |       |  |  |                                       |  |  |                               |  |
| 6. Cristiano Alberto, conte di Dohna       | 12. Cristoforo, conte di Dohna |                                                          |                                                             |  |  |       |  |  |                                       |  |  |                               |  |
|                                            |                                | 13. Ursula di Solms-Braunfels                            | 26. Giovanni Alberto, conte di Solms-Braunfels              |  |  |       |  |  |                                       |  |  |                               |  |
|                                            |                                | 13. Ursula di Solms-Braunfels                            | 26. Giovanni Alberto, conte di Solms-Braunfels              |  |  |       |  |  |                                       |  |  |                               |  |
|                                            |                                | 13. Ursula di Solms-Braunfels                            | 27. Agnese di Sayn-Wittgenstein                             |  |  |       |  |  |                                       |  |  |                               |  |
| 3. Amalia di Dohna                         |                                | 13. Ursula di Solms-Braunfels                            |                                                             |  |  |       |  |  |                                       |  |  |                               |  |
|                                            |                                | 14. Giovanni Wolfert, signore di Brederode               | 28. Floris, signore di Brederode                            |  |  |       |  |  |                                       |  |  |                               |  |
|                                            |                                | 14. Giovanni Wolfert, signore di Brederode               | 28. Floris, signore di Brederode                            |  |  |       |  |  |                                       |  |  |                               |  |
|                                            |                                | 14. Giovanni Wolfert, signore di Brederode               | 29. Teodora di Haeften                                      |  |  |       |  |  |                                       |  |  |                               |  |
| 7. Sofia Dorotea di Brederode              |                                | 14. Giovanni Wolfert, signore di Brederode               |                                                             |  |  |       |  |  |                                       |  |  |                               |  |
|                                            |                                | 15. Anna Giovanna di Nassau-Siegen                       | 30. Giovanni VII, conte di Nassau-Siegen                    |  |  |       |  |  |                                       |  |  |                               |  |
|                                            |                                | 15. Anna Giovanna di Nassau-Siegen                       | 30. Giovanni VII, conte di Nassau-Siegen                    |  |  |       |  |  |                                       |  |  |                               |  |
|                                            |                                | 15. Anna Giovanna di Nassau-Siegen                       | 31. Maddalena di Waldeck-Wildungen                          |  |  |       |  |  |                                       |  |  |                               |  |
|                                            |                                | 15. Anna Giovanna di Nassau-Siegen                       |                                                             |  |  |       |  |  |                                       |  |  |                               |  |